# Scottish Division One 1933-1934
La Scottish Division One 1933-1934 è stata la 44ª edizione della massima serie del campionato scozzese di calcio, disputato tra il 12 agosto 1933 e il 30 aprile 1934 e concluso con la vittoria dei Rangers, al loro ventunesimo titolo, il secondo consecutivo.
Capocannoniere del torneo è stato Jimmy Smith (Rangers) con 41 reti.

## Classifica finale
Fonte:
|  | Pos. | Squadra             | Pt | G  | V  | N  | P  | GF  | GS  | QR    |
|  | ---- | ------------------- | -- | -- | -- | -- | -- | --- | --- | ----- |
|  | 1.   | Rangers             | 66 | 38 | 30 | 6  | 2  | 118 | 41  | 2,878 |
|  | 2.   | Motherwell          | 62 | 38 | 29 | 4  | 5  | 97  | 45  | 2,156 |
|  | 3.   | Celtic              | 47 | 38 | 18 | 11 | 9  | 78  | 53  | 1,472 |
|  | 4.   | Queen of the South  | 45 | 38 | 21 | 3  | 14 | 75  | 78  | 0,962 |
|  | 5.   | Aberdeen            | 44 | 38 | 18 | 8  | 12 | 90  | 57  | 1,579 |
|  | 6.   | Hearts              | 44 | 38 | 17 | 10 | 11 | 86  | 59  | 1,458 |
|  | 7.   | Kilmarnock          | 43 | 38 | 17 | 9  | 12 | 73  | 64  | 1,141 |
|  | 8.   | Ayr Utd             | 42 | 38 | 16 | 10 | 12 | 87  | 92  | 0,946 |
|  | 9.   | St. Johnstone       | 40 | 38 | 17 | 6  | 15 | 74  | 53  | 1,396 |
|  | 10.  | Falkirk             | 38 | 38 | 16 | 6  | 16 | 73  | 68  | 1,074 |
|  | 11.  | Hamilton Academical | 38 | 38 | 15 | 8  | 15 | 65  | 79  | 0,823 |
|  | 12.  | Dundee              | 36 | 38 | 15 | 6  | 17 | 68  | 64  | 1,063 |
|  | 13.  | Partick Thistle     | 33 | 38 | 14 | 5  | 19 | 73  | 78  | 0,936 |
|  | 14.  | Clyde               | 31 | 38 | 10 | 11 | 17 | 56  | 70  | 0,800 |
|  | 15.  | Queen's Park        | 31 | 38 | 13 | 5  | 20 | 65  | 85  | 0,765 |
|  | 16.  | Hibernian           | 27 | 38 | 12 | 3  | 23 | 51  | 69  | 0,739 |
|  | 17.  | St. Mirren          | 27 | 38 | 9  | 9  | 20 | 46  | 75  | 0,613 |
|  | 18.  | Airdrieonians       | 26 | 38 | 10 | 6  | 22 | 59  | 103 | 0,573 |
|  | 19.  | Third Lanark        | 25 | 38 | 8  | 9  | 21 | 62  | 103 | 0,602 |
|  | 20.  | Cowdenbeath         | 15 | 38 | 5  | 5  | 28 | 58  | 118 | 0,492 |

Legenda:
      Campione di Scozia.
      Retrocesso in Division Two 1934-1935.
Regolamento:
Due punti a vittoria, uno a pareggio, zero a sconfitta.
A parità di punti, le posizioni in classifica venivano determinate sulla base del quoziente reti.